# 斯塔兹·特克尔

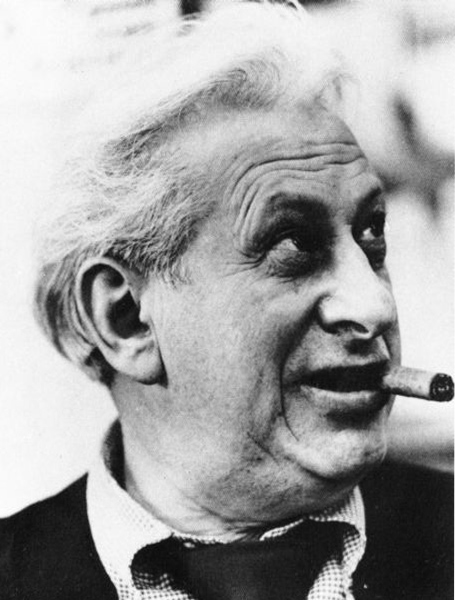
斯塔兹·特克尔

路易斯·斯塔兹·特克尔（Louis Studs Terkel，1912年5月16日 – 2008年10月31日） 是一位美国作家、历史学家、演员和广播员。他生于纽约，父母是俄羅斯猶太人移民。父亲塞缪尔·特克尔是一名裁缝，母亲安娜·芬克尔则是一名女裁缝。 他于1985年获得普立茲非小說獎。他長期在芝加哥主持一档广播节目。